# Sükei Károly

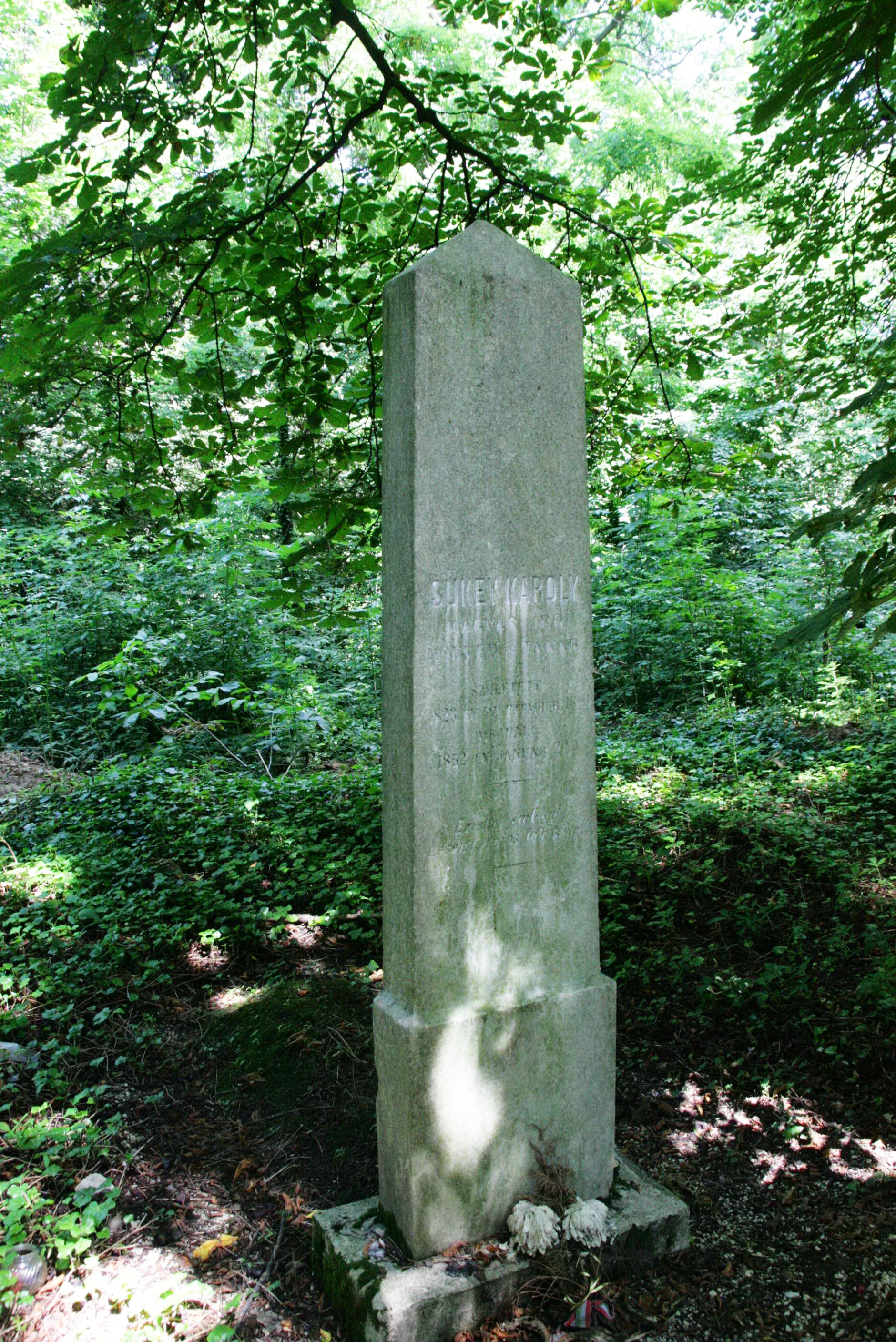
Sükei Károly síremléke a losonci temetőben

Szőkefalvi Sükei Károly (Bukarest, 1823. szeptember 16. – Losonc, 1854. január 18.) költő, újságíró, műfordító, a márciusi ifjak egyike, Sükei Imre református lelkész fia.

## Életpályája
Nagyenyeden és Kolozsváron tanult, de jogi tanulmányait félbehagyta és 1845-től csak az irodalommal foglalkozott. 1847-ben Pestre költözött, ahol Petőfi Sándor és Vasvári Pál baráti köréhez tartozott. Tevékenyen részt vett az 1848. március 15-ei forradalom eseményeiben. 1848 nyarától Egressy Gábor délvidéki kormánybiztos mellett volt írnok, majd a szegedi önkéntes nemzetőr zászlóaljban számvevő hadnagy lett. 1849 május 5-én Perczel Mór vezérőrnagy főhadnaggyá nevezte ki a 104. honvédzászlóaljhoz. A szabadságharc bukása után a felelősségre vonást elkerülte, 1850-től ismét Pesten élt és különböző lapok munkatársaként tartotta fenn magát. 1853 végétől haláláig a losonci református gimnáziumban a magyar nyelv és irodalom tanára volt.

## Írói pályája
Már 1845-ben jelentek meg költeményei a Kolozsvári Társalkodó című lapban. 1847 júliusától októberéig az Életképek kritikai rovatának vezetője volt. A lapba esztétikai cikkeket és kritikákat írt. Írásai a kor egyik legműveltebb teoretikus hajlamú egyéniségének mutatják, akire különösen Hegel filozófiája és a francia felvilágosodás hatott. Támadta a Honderű arisztokratikus irodalompolitikáját és elkülönítette magát a Pesti Divatlap nacionalista köznemesi irányától is. 1850-től a Pesti Napló jelentette meg kritikáit, munkatársa volt az Újabbkori Ismeretek Tára című lapnak és a Szépirodalmi Lapok könyv- és színbirálati rovatába is írt cikkeket. Különböző szépirodalmi lapokban számos saját és fordított költeménye jelent meg. Többek között Robert Burns, Nyikolaj Vasziljevics Gogol, Ludwig Uhland, Victor Hugo, Thomas Moore, illetve Percy Bysshe Shelley műveit fordította magyarra. 1851-ben önálló verseskötete jelent meg Pesten, Hulló csillagok címmel. Kéziratban maradt költeményeit halála után a Hölgyfutár és Müller Gyula Nagy Naptára közölte.

## Művei
- Hulló csillagok; Emich, Pest, 1851 (költemények)
- Cawanagh grófnő: Natalie. Angol regény. (Ford. Beőthy László és Sükei Károly. Pest, 1851. Két kötet. Németből. Európa. Külföldi Regénytár)
- Thackeray W. M.: Hiúság vására. Regény. Angolból ford. Uo. 1853. Hat kötet. (Regénycsarnok)